# Jair Pérez
Jair Pérez Ruvalcaba (Guadalupe, Nuevo León; 12 de diciembre de 1997) es un artista marcial mixto mexicano que compite en la división de peso pluma de Combate Global, anteriormente conocida como Combate Americas.

## Primeros años
Nació en la ciudad de Guadalupe en el estado de Nuevo León, México. Siendo el menor de los cuatro, tanto Jair como sus hermanos se han adentrado al deporte de combate; Iván y Erik practican MMA al igual que él, mientras que Jorge tuvo una carrera de boxeo.

## Carrera de artes marciales mixtas

### Carrera temprana
Antes de trasladarse al profesionalismo, Jair «El Lupe» Pérez tuvo dos peleas a nivel amateur, con una derrota por sumisión y con una victoria por decisión unánime.

### Combate Americas/Global
El 18 de mayo de 2018, Pérez debutó en la promoción Combate Americas en el evento Combate Americas: Mexico vs. El Mundo, enfrentándose a Jesús Blanco. Ganó la pelea por sumisión en el primer asalto tras someterlo con un armbar.
Su siguiente pelea fue ante el español Tino Gilarantz el 17 de noviembre de 2018 en Combate 28: Monterrey. Ganó la pelea por decisión dividida.
Pérez se enfrentó a Abraham Canavati el 12 de abril de 2019 en Combate 35: Combate Estrellas 3. Ganó la pelea vía sumisión por estrangulamiento trasero desnudo en el segundo asalto.
Pérez se enfrentó a Cristian Pérez el 20 de septiembre de 2019 en Combate 44: Mexicali. Perdió la pelea por decisión unánime.
Tras un par de combates en las promociones mexicanas LUX Fight League y UWC, El Lupe Pérez regresa a la renombrada Combate Global. Fue programado para enfrentar a Gabe Barletta el 16 de julio de 2021 en Combate Global: Marroquin vs. Calvo, llevándose la victoria por decisión unánime.
El 1 de octubre de 2021, Pérez se enfrentó a Shaheen Santana en Combate Global: Morales vs. Sweeney. Ganó la pelea por decisión dividida.
Pérez encabezó el evento Combate Global: Ward vs. Pérez, donde se enfrentó a Landry Ward, el 15 de abril de 2022. Ganó la pelea por decisión unánime, y de manera sorpresiva, rompería el invicto de Ward.
Pérez se enfrentó a Justin Vazquez el 26 de agosto de 2022 en Combate Global: Solorzano vs. Ozuna. Perdió la pelea por decisión unánime.
Pérez se enfrentó a Genier Penagos el 1 de abril de 2023 en Combate Global: Greyson vs. Dayron. Ganó la pelea por nocaut técnico en el tercer asalto.
Pérez nuevamente encabezó un evento, al ser programado para enfrentar a Mauricio Eguiluz el 26 de agosto de 2023 en Combate Global: Perez vs. Eguiluz. Ganó la pelea por nocaut técnico en sólo 37 segundos.

## Campeonatos y logros
- MMA México
  - Campeonato de Peso Ligero de MMAM (una vez, actual)

## Récord en artes marciales mixtas
| Récord profesional | Récord profesional | Récord profesional |
| 13 peleas          | 10 victorias       | 3 derrotas         |
| ------------------ | ------------------ | ------------------ |
| Nocaut             | 3                  | 1                  |
| Sumisión           | 2                  | 0                  |
| Decisión           | 5                  | 2                  |

| Resultado | Récord | Oponente          | Método                          | Evento                                | Fecha                    | Ronda | Tiempo | Localización | Notas                                     |
| --------- | ------ | ----------------- | ------------------------------- | ------------------------------------- | ------------------------ | ----- | ------ | ------------ | ----------------------------------------- |
| Victoria  | 10–3   | Juan Pablo Varela | TKO (golpes)                    | MMA México 4                          | 26 de abril de 2025      | 3     | 4:17   | Monterrey    | Por el Campeonato de Peso Ligero de MMAM. |
| Victoria  | 9–3    | Mauricio Eguiluz  | TKO (rodilla voladora y golpes) | Combate Global: Perez vs. Eguiluz     | 26 de agosto de 2023     | 1     | 0:37   | Miami        |                                           |
| Victoria  | 8–3    | Genier Penagos    | TKO (golpes)                    | Combate Global: Greyson vs. Dayron    | 1 de abril de 2023       | 3     | 1:20   | Miami        |                                           |
| Derrota   | 7–3    | Justin Vazquez    | Decisión (unánime)              | Combate Global: Solorzano vs. Ozuna   | 26 de agosto de 2022     | 3     | 5:00   | Miami        |                                           |
| Victoria  | 7–2    | Landry Ward       | Decisión (unánime)              | Combate Global: Ward vs. Pérez        | 15 de abril de 2022      | 3     | 5:00   | Miami        |                                           |
| Victoria  | 6–2    | Shaheen Santana   | Decisión (dividida)             | Combate Global: Morales vs. Sweeney   | 1 de octubre de 2021     | 3     | 5:00   | Miami        |                                           |
| Victoria  | 5–2    | Gabe Barletta     | Decisión (unánime)              | Combate Global: Marroquin vs. Calvo   | 16 de julio de 2021      | 3     | 5:00   | Miami        |                                           |
| Victoria  | 4–2    | Rodolfo Reseck    | Decisión (unánime)              | UWC México 26                         | 30 de abril de 2021      | 3     | 5:00   | Tijuana      |                                           |
| Derrota   | 3–2    | Gabriel Morales   | KO (golpe)                      | LUX 011                               | 20 de noviembre de 2020  | 1     | 3:26   | Monterrey    |                                           |
| Derrota   | 3–1    | Cristian Pérez    | Decisión (unánime)              | Combate 44                            | 20 de septiembre de 2019 | 3     | 5:00   | Mexicali     |                                           |
| Victoria  | 3–0    | Abraham Canavati  | Sumisión (rear-naked choke)     | Combate 35                            | 12 de abril de 2019      | 2     | 2:25   | Monterrey    |                                           |
| Victoria  | 2–0    | Tino Gilaranz     | Decisión (dividida)             | Combate 28                            | 17 de noviembre de 2018  | 3     | 5:00   | Monterrey    |                                           |
| Victoria  | 1–0    | Jesus Blanco      | Sumisión (armbar)               | Combate Americas: Mexico vs. El Mundo | 18 de mayo de 2018       | 1     | 4:15   | Tijuana      |                                           |